# Rue Planchat
La rue Planchat est une voie du 20e arrondissement de Paris, en France.

## Situation et accès
La rue Planchat est une voie publique située dans le 20e arrondissement de Paris. Elle débute au 15, rue d'Avron et se termine au 16, rue de Bagnolet.

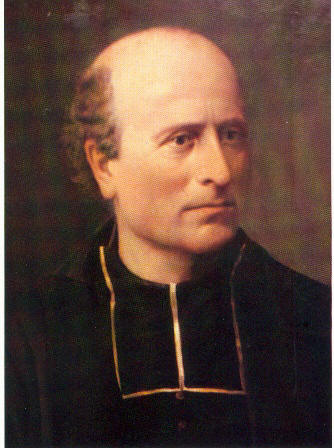
L'abbé Henri Planchat

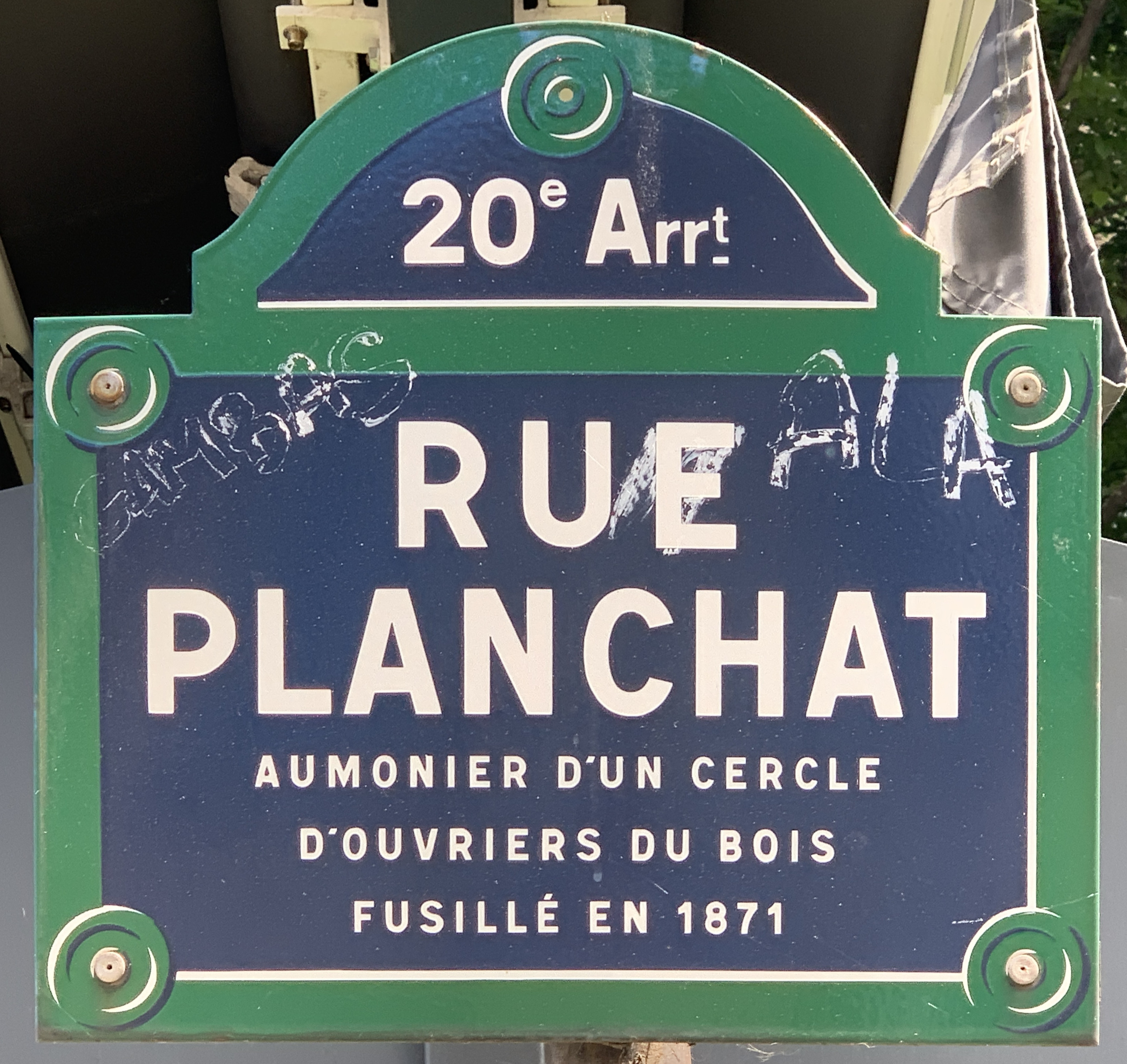
Plaque de la rue.

## Origine du nom
Elle porte le nom du prêtre catholique français, religieux de Saint Vincent de Paul, l'abbé Henri Planchat (1823-1871), aumônier d'un cercle d'ouvriers qui existait dans cette rue et qui fut fusillé durant la Commune de Paris le 26 mai 1871 à Belleville avec d'autres victimes, lors du massacre de la rue Haxo.

## Historique
Cette rue n'est ancienne que dans sa partie comprise entre la rue de Bagnolet et la rue de Terre-Neuve ; cette partie qui est indiquée sur le plan de Roussel de 1730, s'appelait « rue du Bois ». Cette voie de l'ancienne commune de Charonne a été classée dans la voirie parisienne par décret du 23 mai 1863.
Elle a été prolongée, en 1874, jusqu'à la rue des Haies dont elle a fait partie jusqu'au décret du 10 février 1875 où elle reçoit la dénomination de « rue Planchat ».

## Bâtiments remarquables et lieux de mémoire
- No 42 :
  - cinéma Salle Planchat, dans la deuxième partie des années 1940[1] ;
  - au croisement, rue Alexandre-Dumas, église Saint-Jean-Bosco.